# Свадьба принца Альберта, герцога Йоркского, и Елизаветы Боуз-Лайон
Бракосочетание Альберта, герцога Йоркского, и Елизаветы Боуз-Лайон состоялось 26 апреля 1923 года в Вестминстерском аббатстве. На церемонии присутствовали все члены британского королевского дома, включая родителей жениха — короля Георга V и королеву Марию Текскую. В 1936 году Альберт стал королём Великобритании под именем Георг VI. Брак просуществовал до смерти Георга в 1952 году, в нём родились королева Елизавета II и принцесса Маргарет.

## Предыстория
Принц Альберт, герцог Йоркский (Берти в кругу семьи), был вторым сыном короля Великобритании Георга V и наследником престола второй очереди — после отца и старшего брата Эдуарда, принца Уэльского. Он ещё в 1921 году сделал предложение леди Елизавете Боуз-Лайон, но получил отказ, так как его избранница боялась ограничений, связанных со столь высоким положением. Принц заявил, что не женится ни на ком другом, и его мать, королева Мария, посетила дом Елизаветы, чтобы своими глазами увидеть эту девушку. Она убедилась, что леди Боуз-Лайон — «единственная девушка, которая может сделать Берти счастливым», но всё же отказалась вмешиваться. В это самое время за Елизаветой ухаживал Джеймс Стюарт, конюший Альберта, позже оставивший службу ради более высокооплачиваемой работы в американском нефтяном бизнесе.
В феврале 1922 года Елизавета была подружкой невесты на свадьбе сестры Альберта, принцессы Марии, с виконтом Лэсселсом. В марте герцог Йоркский снова сделал предложение и снова получил отказ. 13 января 1923 года Елизавета согласилась выйти замуж за Альберта, хотя её опасения оставались в силе.

## Церемония
Венчание прошло 26 апреля 1923 года в Вестминстерском аббатстве. В этот день появились две новые для британского королевского дома свадебные традиции: молодожёны обменялись обручальными кольцами из валлийского золота, добытого в шахте Клогау, невеста возложила букет к могиле Неизвестного солдата в память о своём брате Фергюсе. В числе восьми подружек невесты были её племянницы Мэри Элизабет Эльфинстон и Сесилия Боуз-Лайон, двоюродные сёстры жениха Мэри Кембриджская и Мэй Кембриджская, дочь герцога Аберкорна Кэтрин Гамильтон.
Жених на церемонии был одет в форму капитана ВВС, невеста — в муаровое платье цвета слоновой кости, детали которого ещё до венчания были известны широкой публике. На бракосочетании была практически вся королевская семья, включая короля и королеву. Руководство Британской радиовещательной компании хотело транслировать церемонию по радио, но на это был наложен запрет (архиепископ Кентерберийский опасался, что трансляцию «будут слушать в публичных домах»).
После свадебного завтрака в Букингемском дворце на следующее утро молодожёны отправились в своё поместье в Суррее, где провели медовый месяц.

## После свадьбы
В браке Альберта и Елизаветы родились две дочери: Елизавета (1926) и Маргарет (1930). В 1936 году, после смерти отца и отречения от престола старшего брата, Эдуарда VIII, Альберт стал королём под именем Георг VI. Он умер в 1952 году, и престол перешёл к его старшей дочери Елизавете. Вдовствующая королева умерла в 2002 году в возрасте 102 лет.